# Шраден (општина)
Шраден (њем. Schraden) општина је у њемачкој савезној држави Бранденбург. Једно је од 33 општинска средишта округа Елбе-Елстер. Према процјени из 2010. у општини је живјело 556 становника. Посједује регионалну шифру (AGS) 12062464.

## Географски и демографски подаци
Шраден се налази у савезној држави Бранденбург у округу Елбе-Елстер. Општина се налази на надморској висини од 92 метра. Површина општине износи 16,5 km². У самом мјесту је, према процјени из 2010. године, живјело 556 становника. Просјечна густина становништва износи 34 становника/km².